# Idar-Oberstein
Idar-Oberstein település Németországban, Rajna-vidék-Pfalz tartományban. Lakosainak száma 29 158 fő (2023. december 31.).

## Fekvése
Kirn délnyugati szomszédjában fekvő település.

## Története

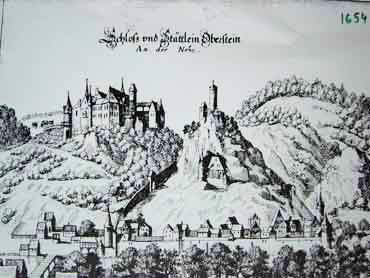

Oberstein nevét 1075-ben említették először az oklevelekben.
A Nahe-folyó völgye felett állnak a Stein család két várának romjai. A városból ide felvezető út felénél található a sziklába vájt késő gótikus Szikla-templom (Felsenkirche), melynek passióoltára 1420-ból való.
A régi, szépfekvésű városnak jelentős bőrgyárai vannak, környéke pedig nevezetes achát lelőhelyeiről, melyekre tekintettel a város a drágakő és az ékszterkereskedelem egyik legjelentősebb központja. Világhírűek a város gyémánt-, drágakő- és achátcsiszoló műhelyei. Az idari Iparcsarnokban (Gewerbehalle) drágakő-kiállítás látható.

## Itt születtek, itt éltek
- Elke Ferner (* 1958) politikus (SPD)
- Emil Kirschmann (1888–1948) politikus (SPD)
- Bruce Willis (* 1955) amerikai színész

## Galéria

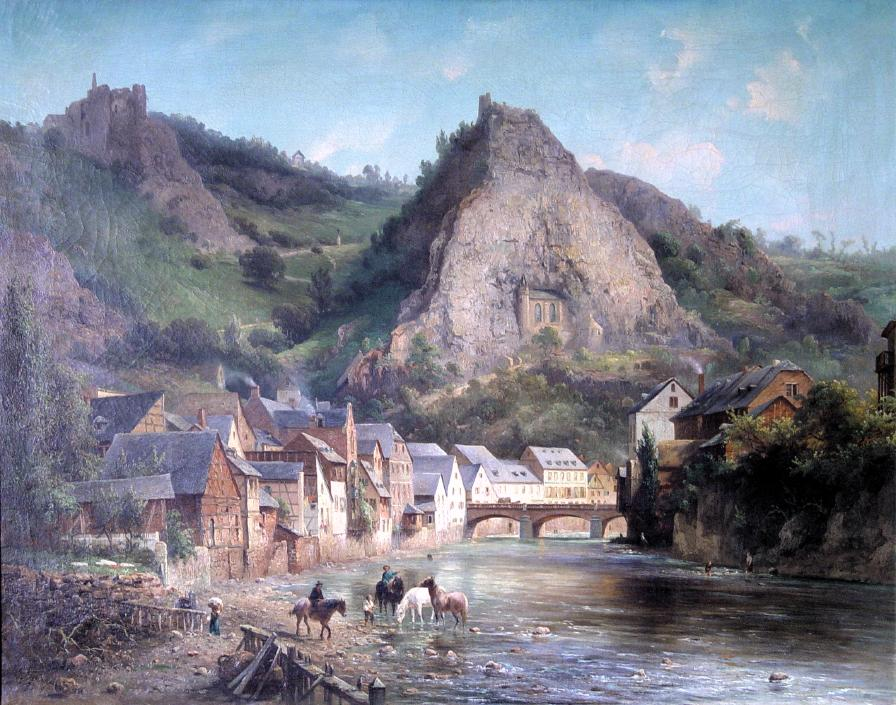
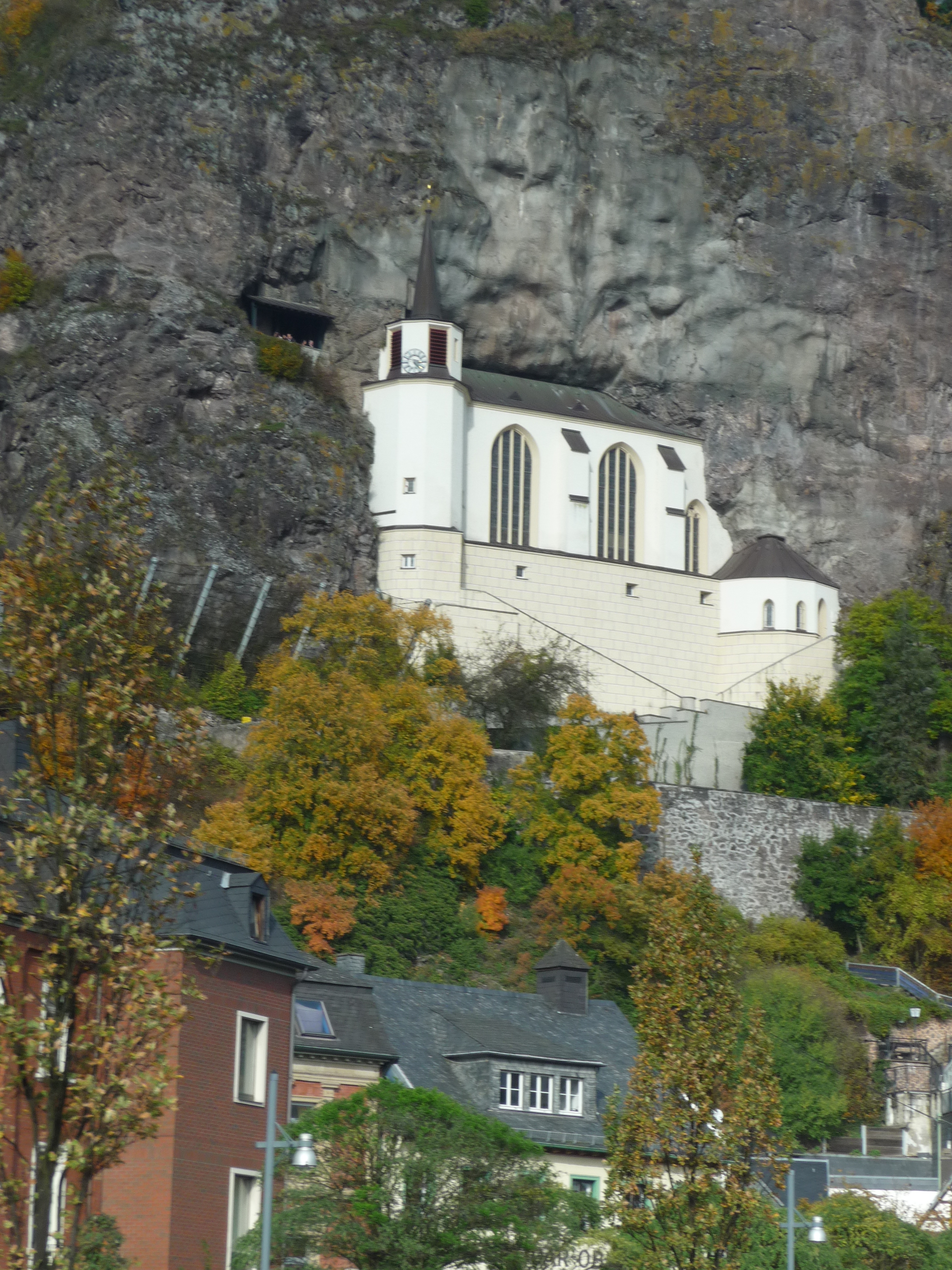
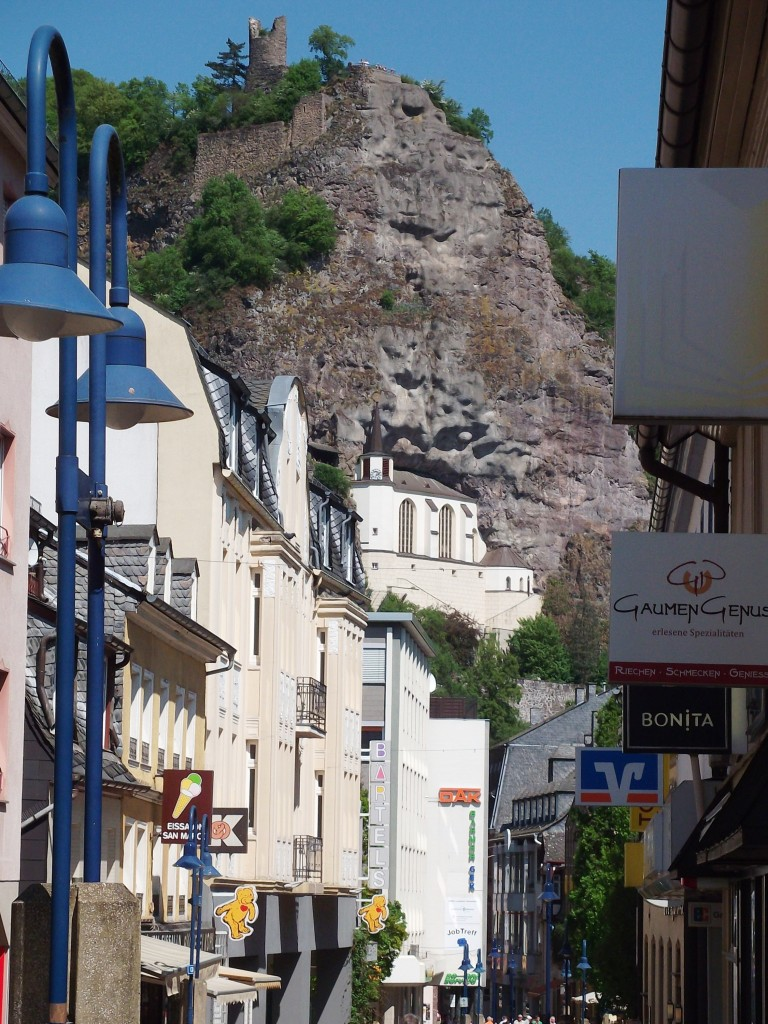
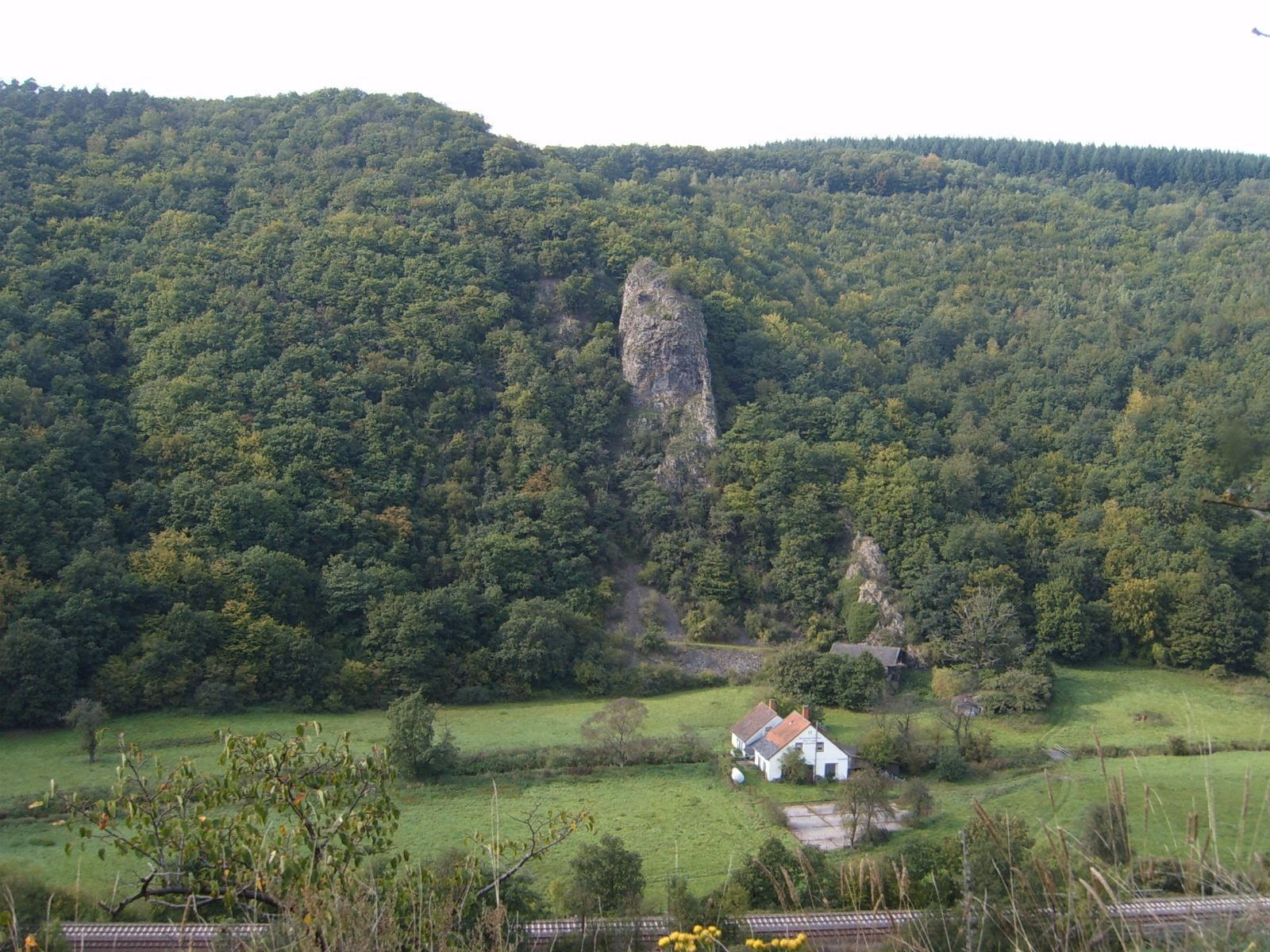
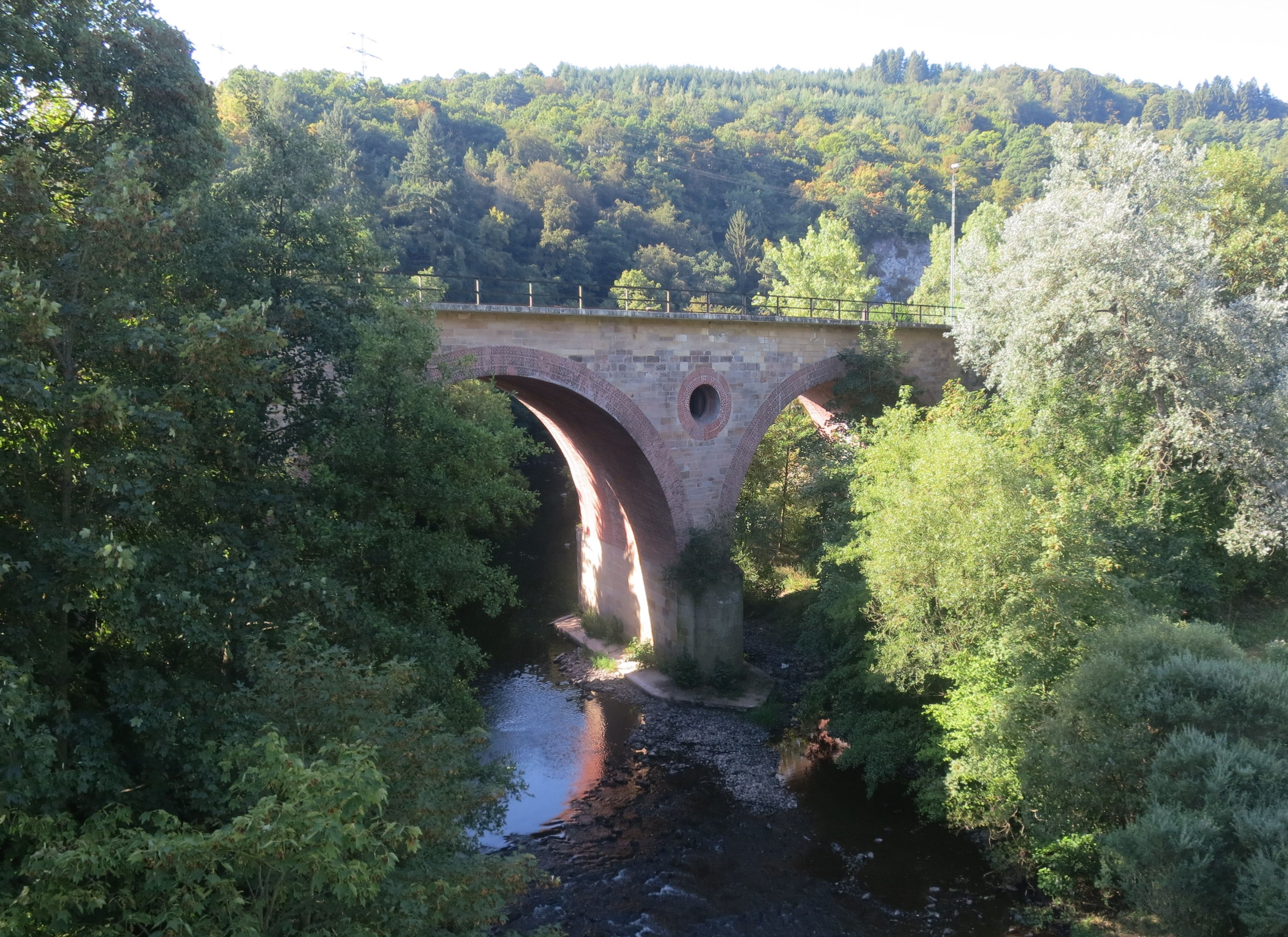
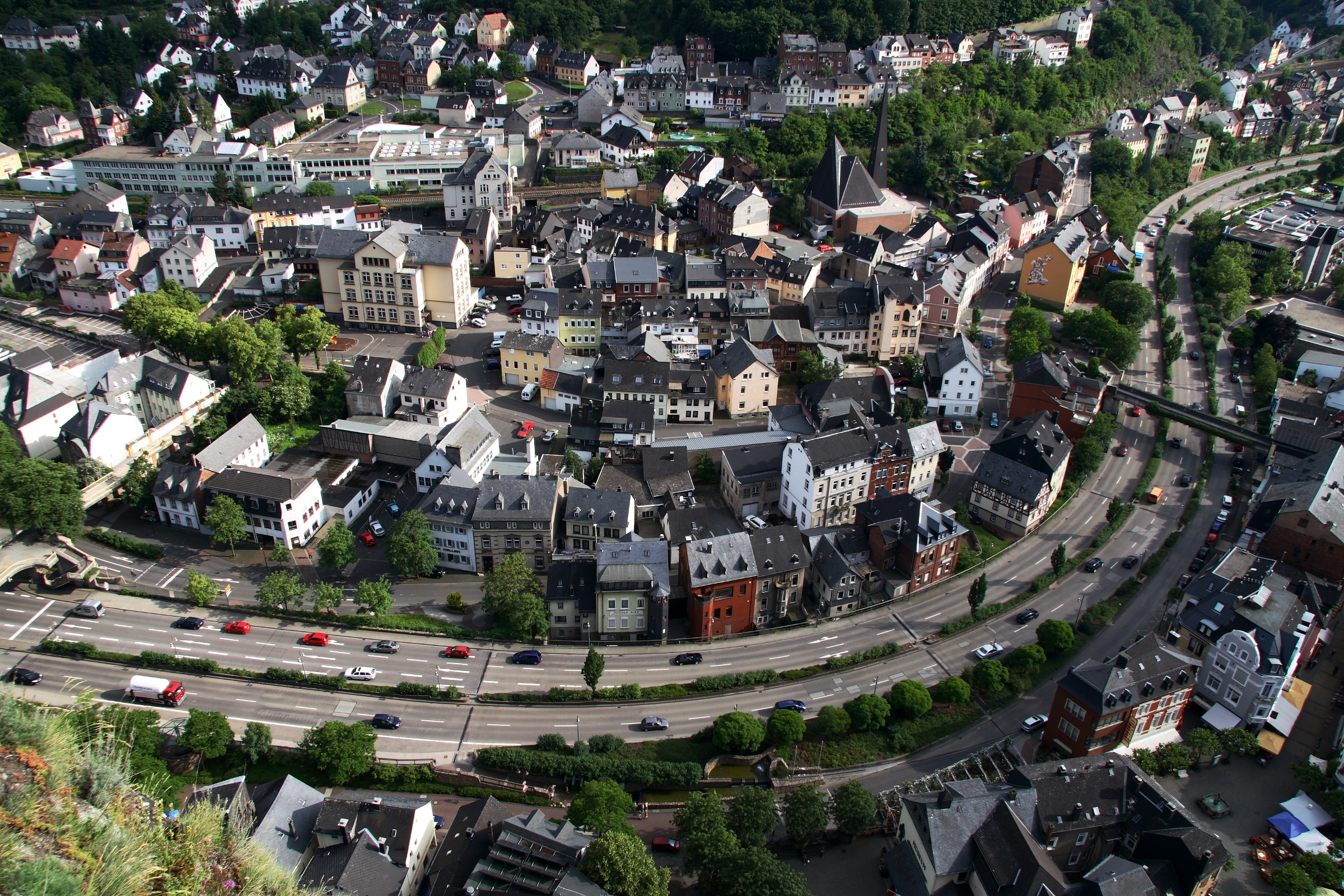
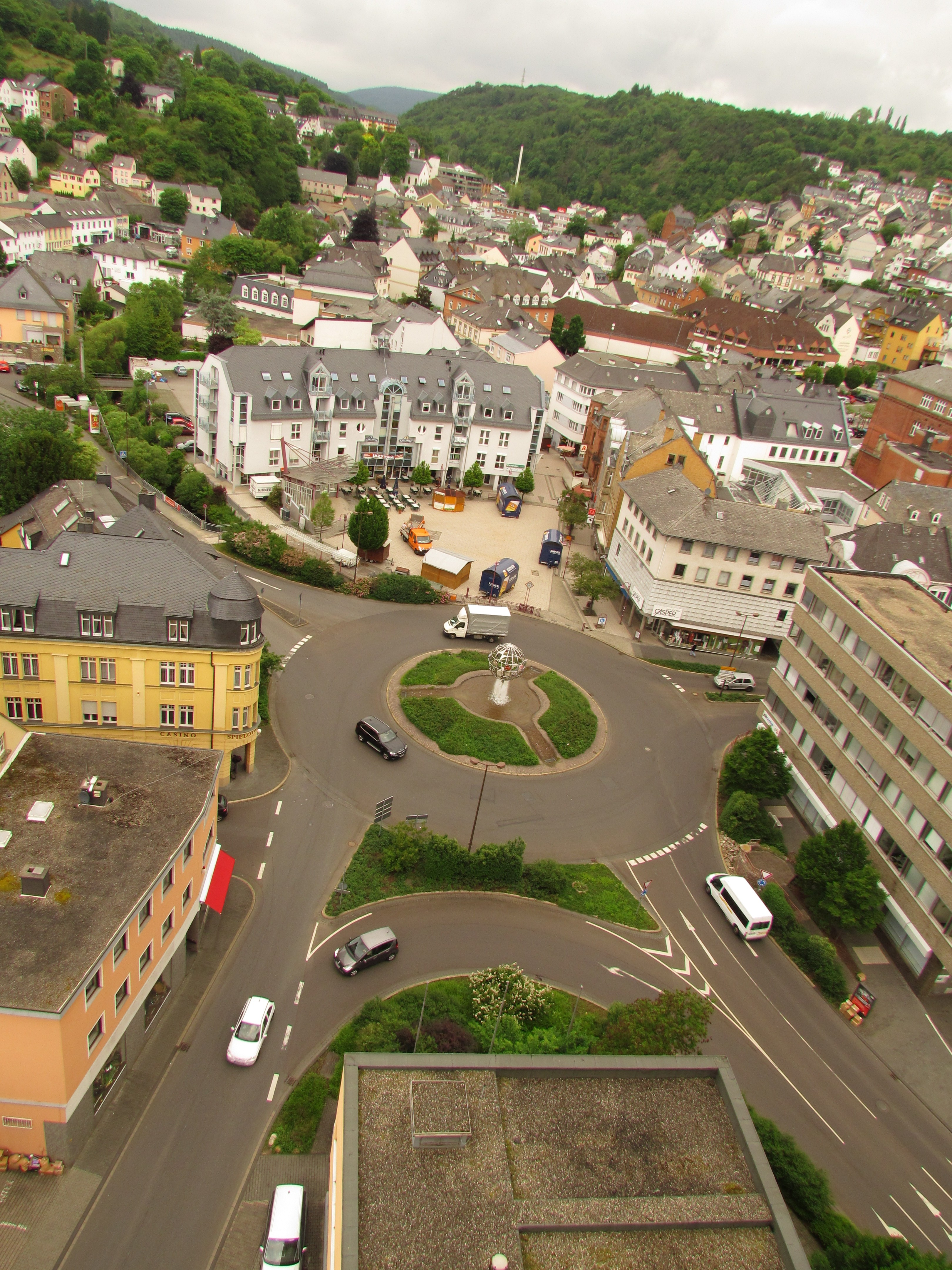
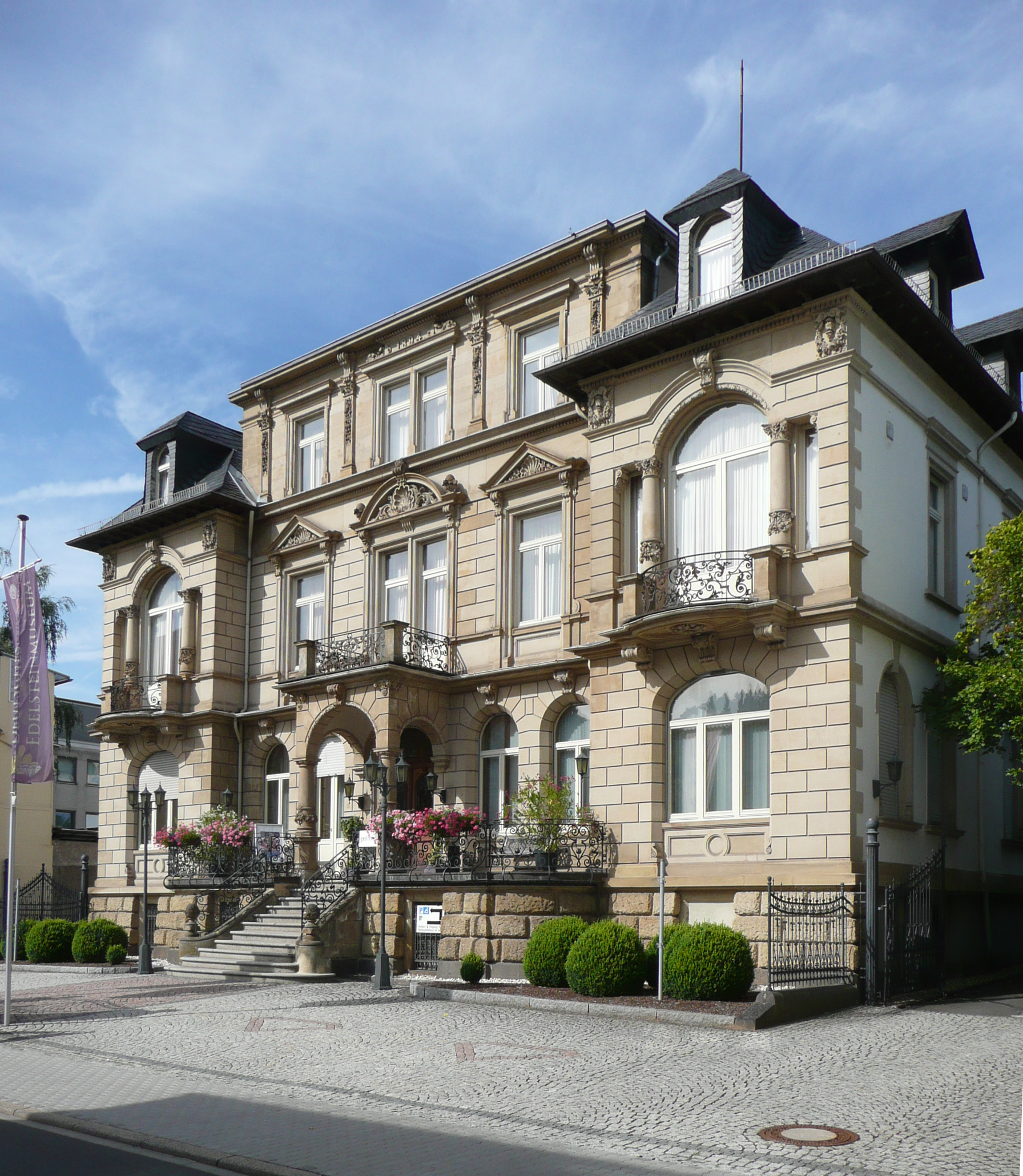
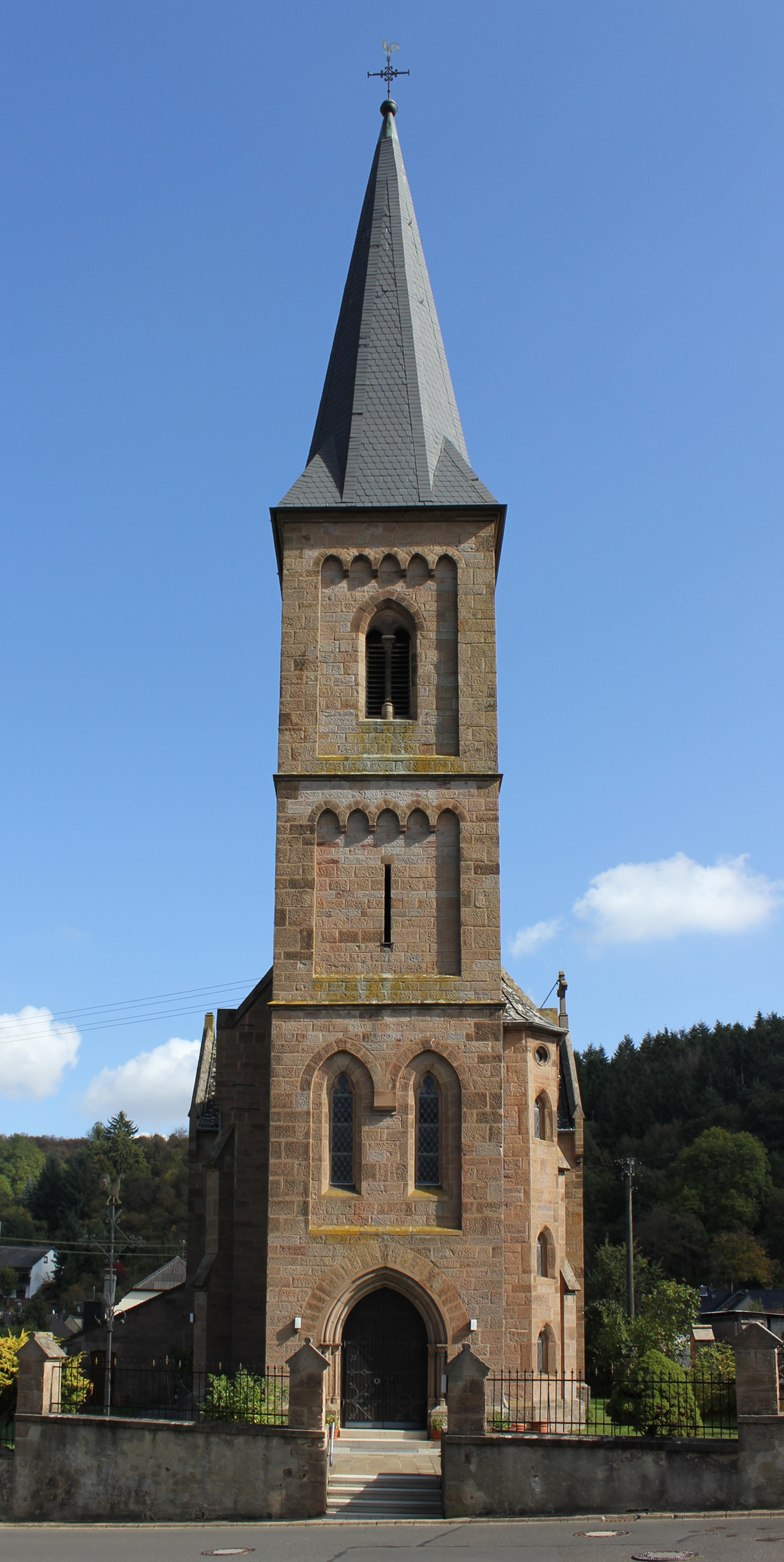
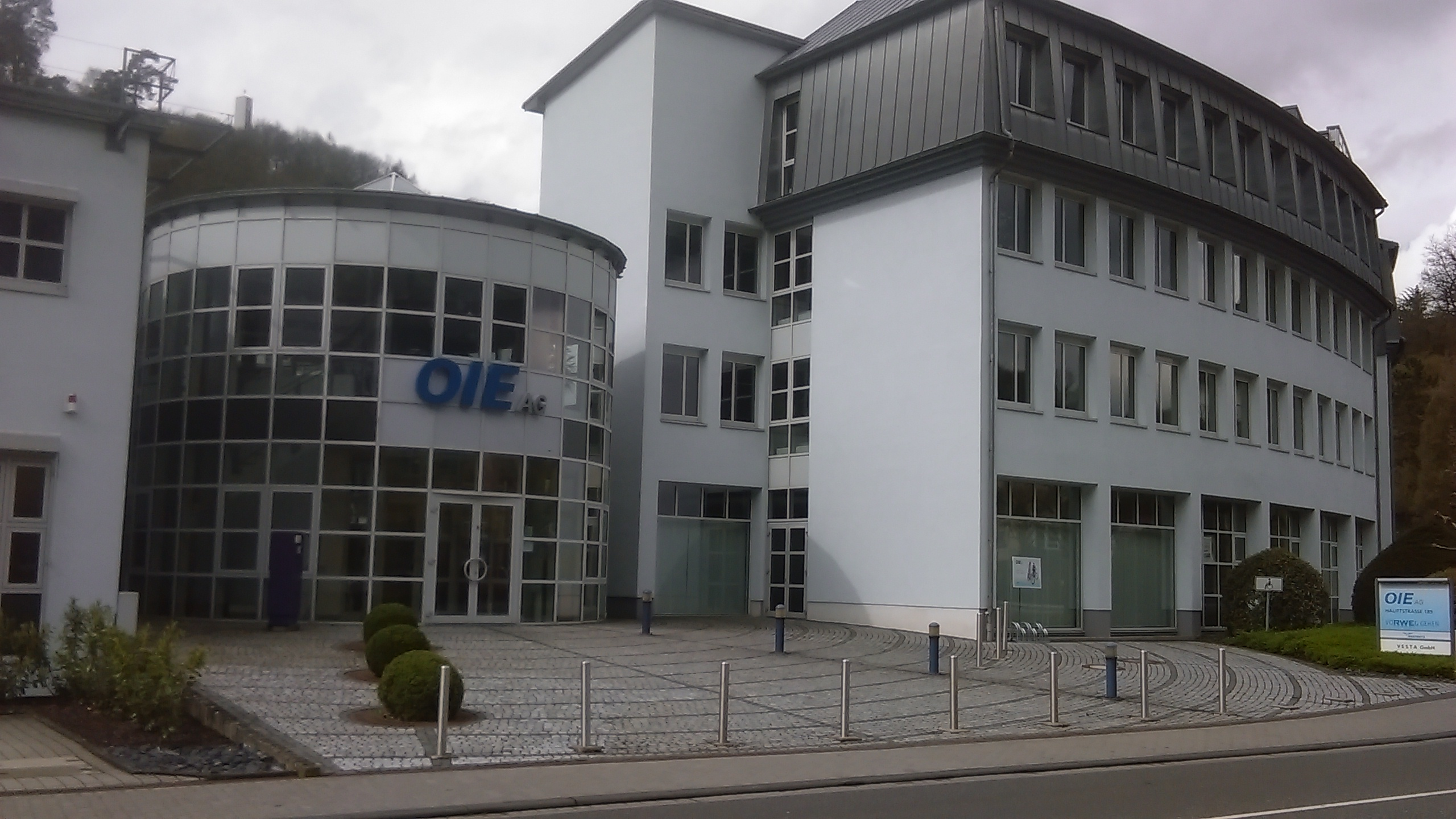
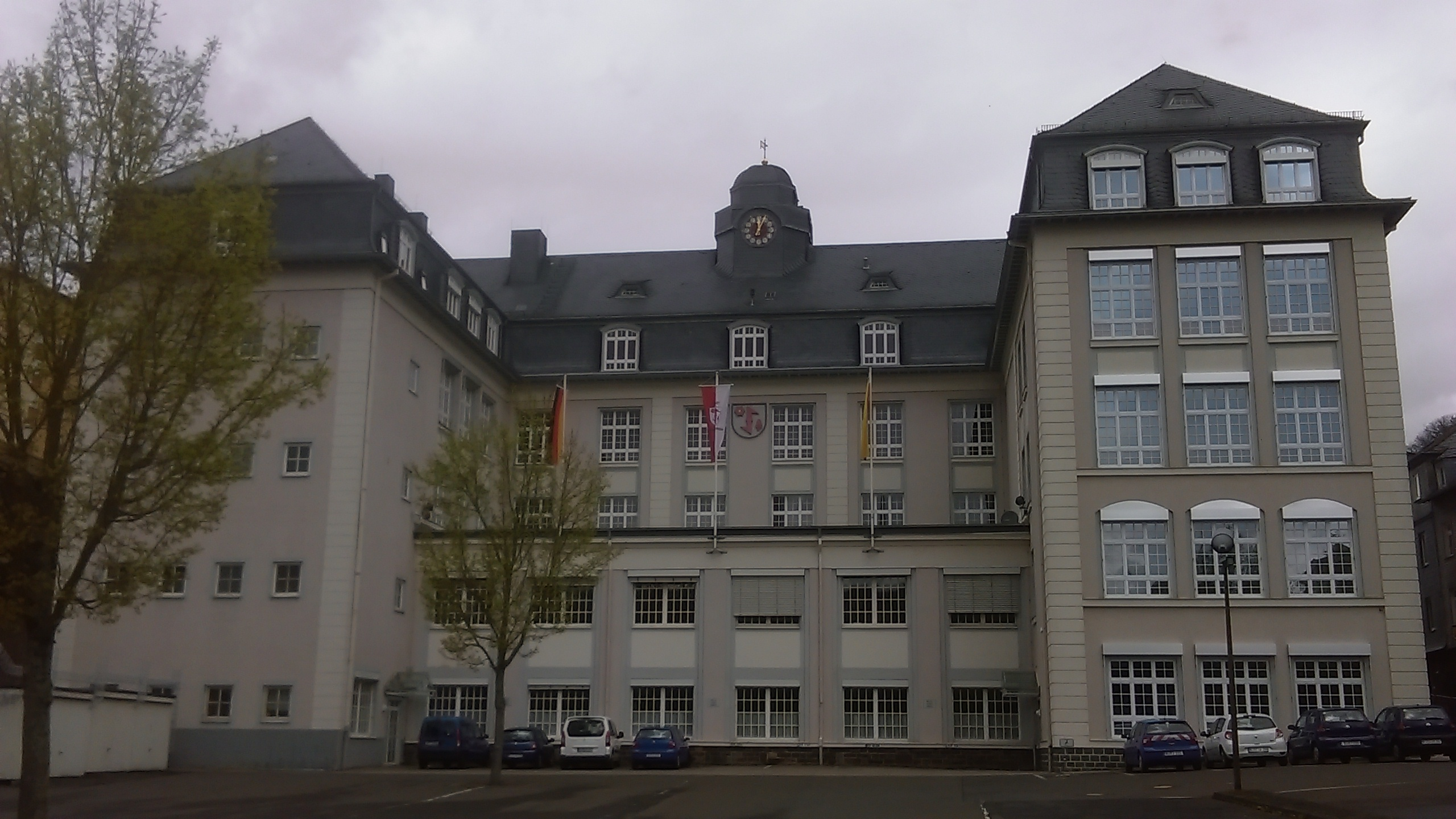
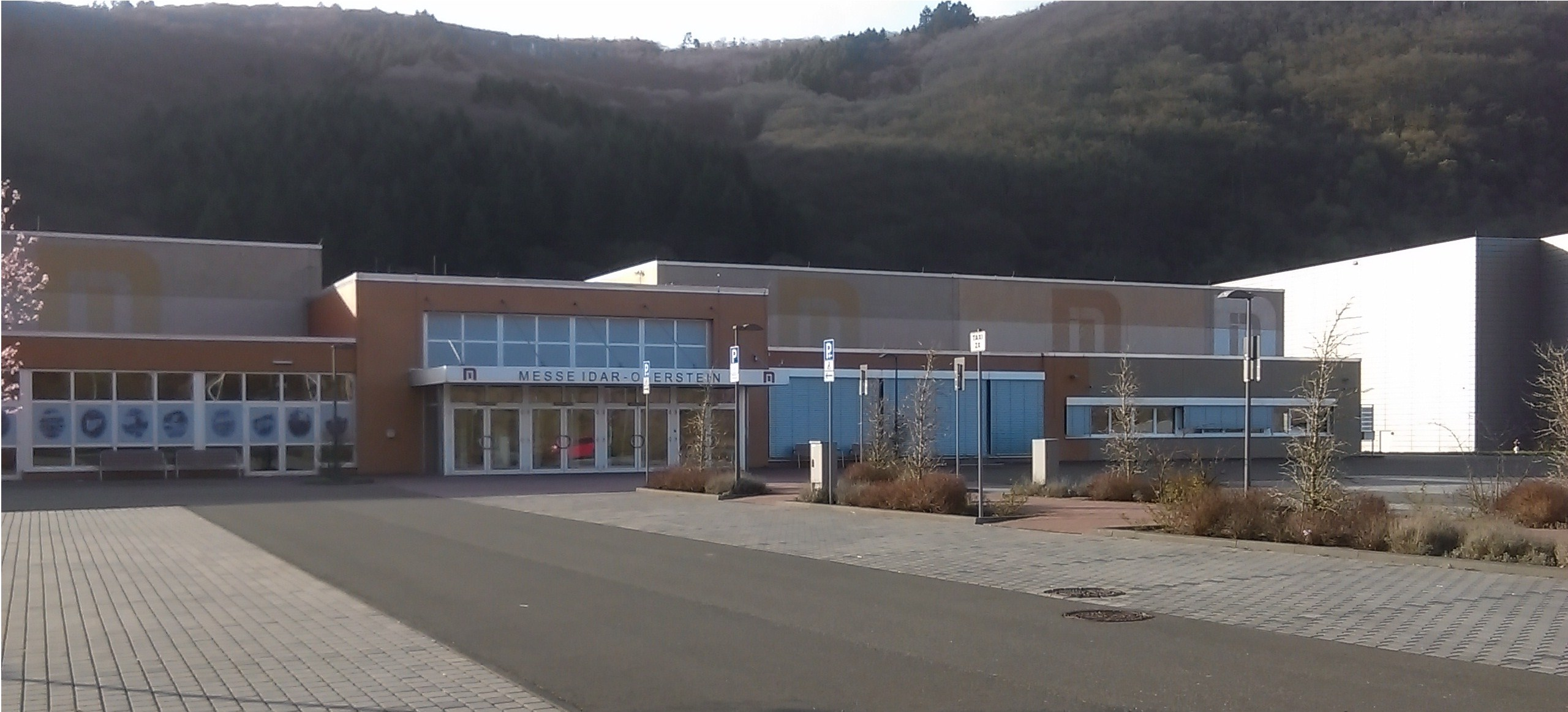
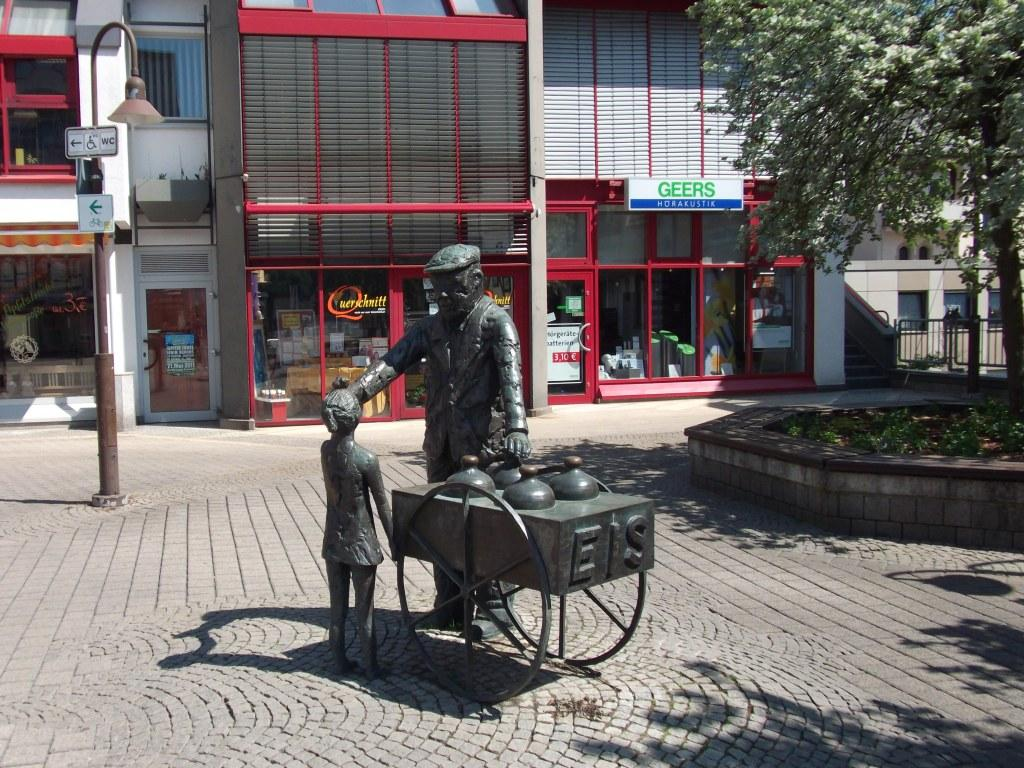
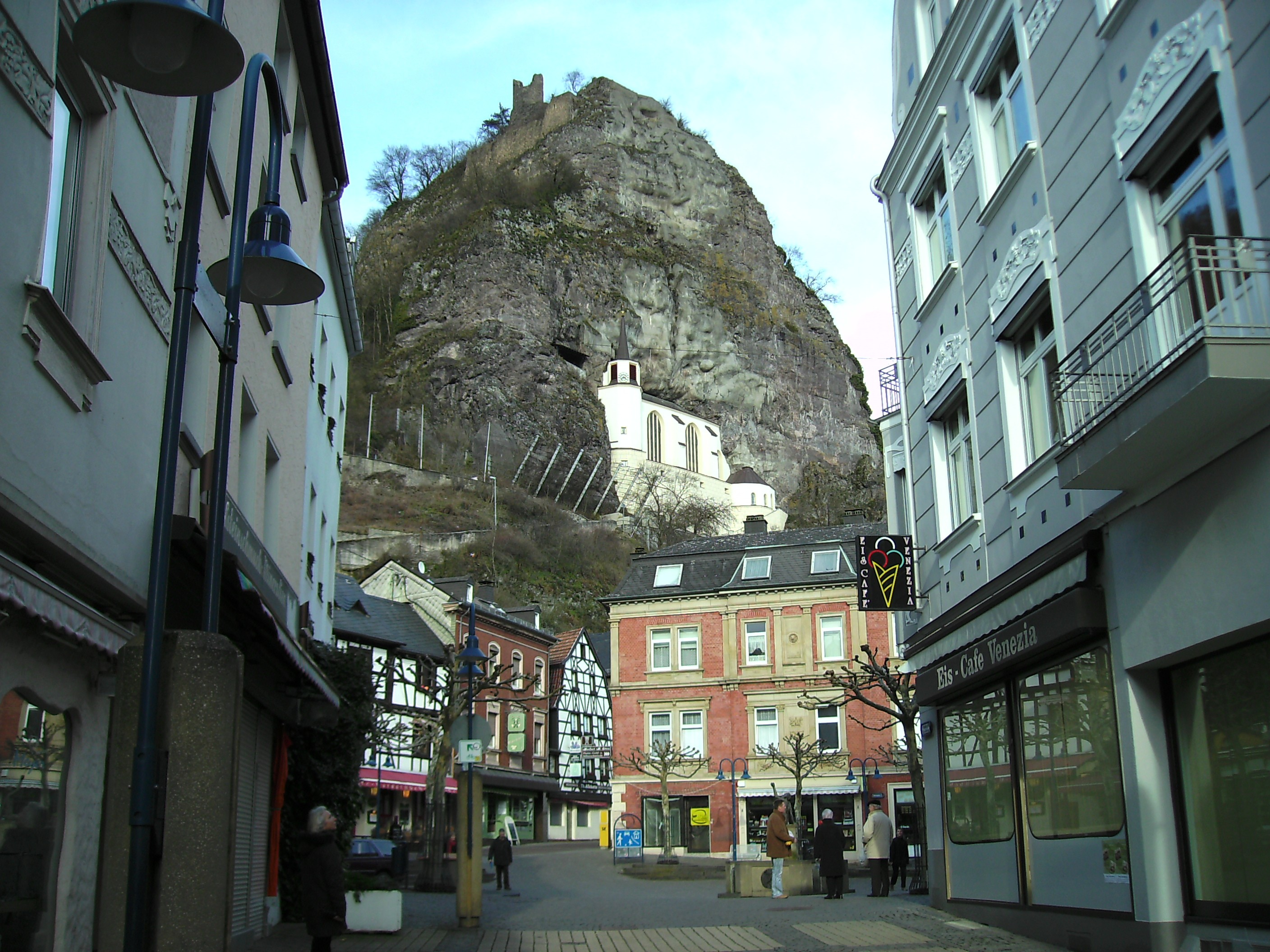
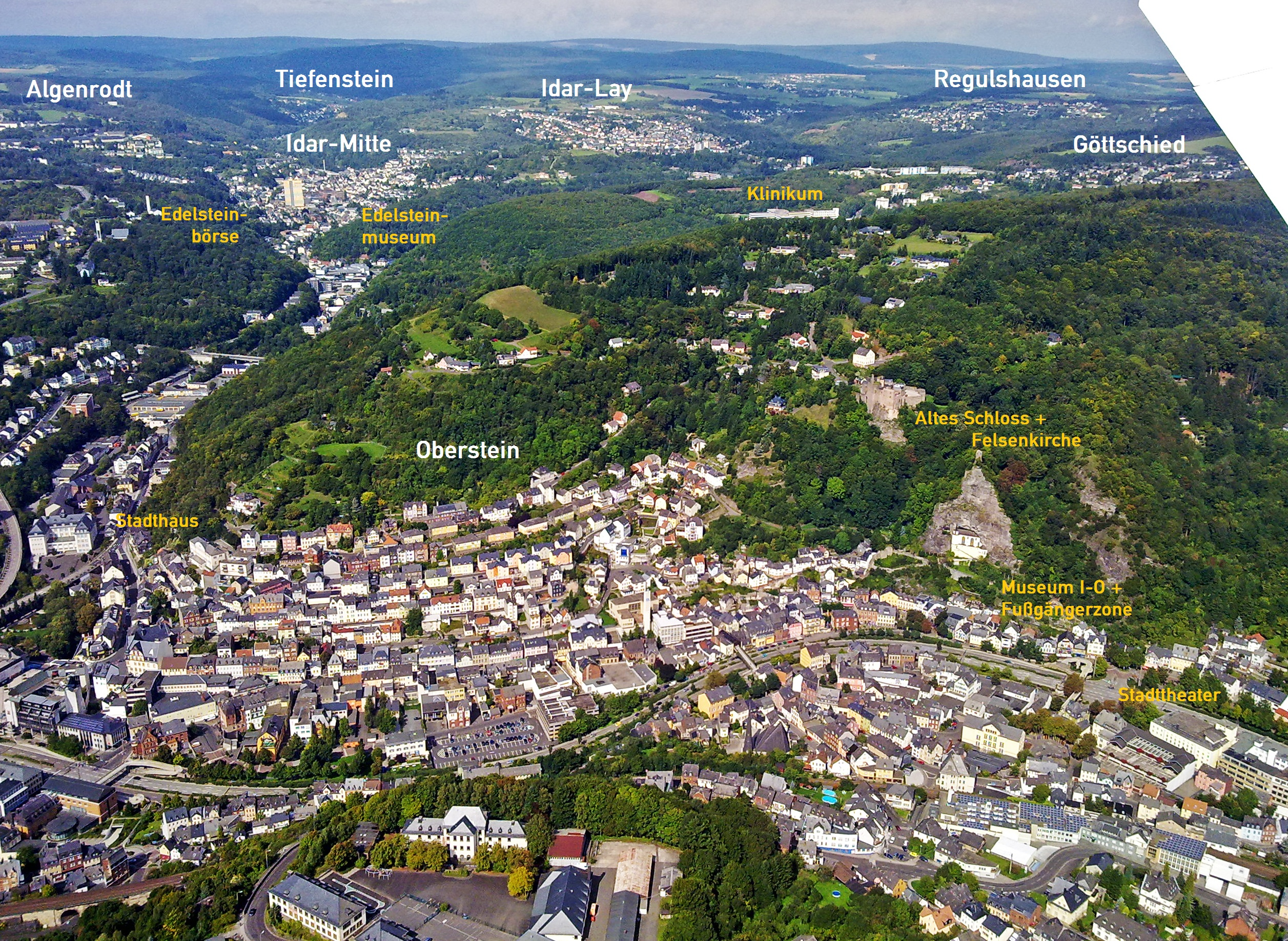
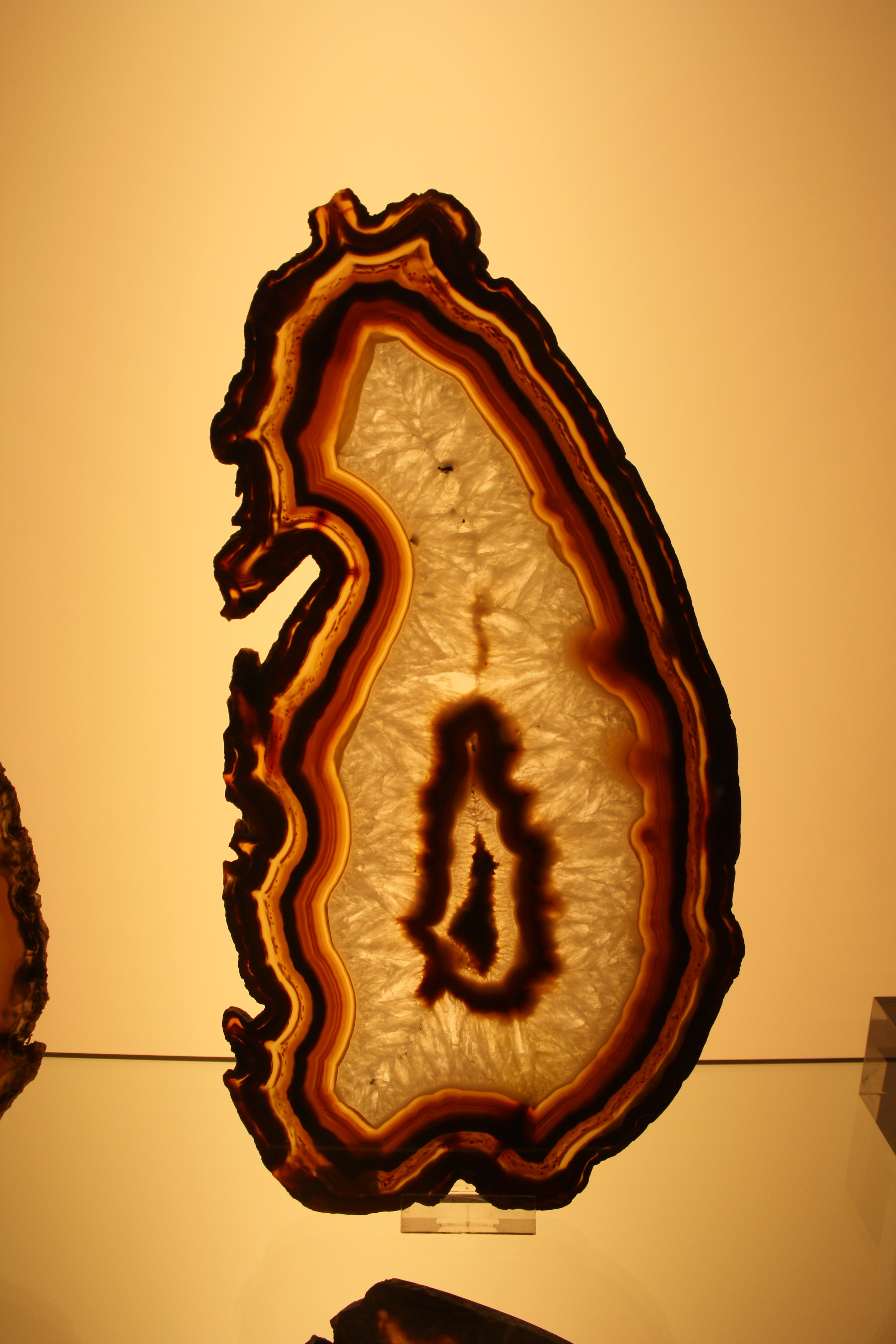

## Népesség
A település népességének változása:
| Lakosok száma | 37 179 | 28 357 | 28 323 | 28 423 | 28 851 | 29 158 |
|               | 1975   | 2017   | 2019   | 2021   | 2022   | 2023   |